# Shivaji
Shivaji Raje Bhosle Đại đế (tiếng Marathi: शिवाजीराजे भोसले, /ʃiʋaˑɟiˑraˑɟeˑ bʱoˑs(ə)leˑ/) (19 tháng 2 năm 1627 – 3 tháng 4 năm 1680), nổi tiếng với cái tên Chhatrapati Shivaji Maharaj (tiếng Marathi: छत्रपती शिवाजी महाराज, /cʰət̪rəpət̪i ʃiʋaˑɟiˑ məɦaˑraˑɟ/) là người lãnh đạo công cuộc sáng lập ra Đế quốc Maratha. Shivaji Maharaj con trai thứ (và út) của Shahaji Bhosle và Jijabai. Cha ông, Shahaji, một tướng lĩnh Maratha đã nhiều lần chiến đấu chống Vương quốc Hồi giáo Bijapur, Vương quốc Hồi giáo Deccan và Đế quốc Mogul. Shivaji tán thành hệ tư tưởng Hindavi Swarajya (Quyền tự trị của những tín đồ Ấn Độ giáo bản địa, chứ không phải là quyền tự trị của Ấn Độ giáo) và đọc lời tuyên thệ thiêng liêng ở đền Shiva cùng với binh sĩ và những người bạn có cùng chí hướng, nhằm thẳng chuyển giao sự cai trị của Hồi giáo ở Vương quốc Hồi giáo Bijapur rồi Đế quốc Mogul hùng mạnh. Shivaji đã thành công trong sự nghiệp thiết lập quyền cai trị một vùng được phòng thủ ở bang Maharastra, Tây Ấn Độ ngày nay.
Sự tán thành của Shivaji đối với tư tưởng Hindavi Swarajya và những cuộc chinh phạt xảy ra sau đó của Đế quốc Maratha đã phần nào giúp cho sự tái thành lập quyền cai trị của Ấn Độ giáo, đồng thời khiến cho tôn giáo này lại được phát triển mạnh trên lục địa Ấn Độ, sau nhiều thế kỷ các triều đại Hồi giáo cai trị vùng đất này. Tư tưởng Hindavi Swarajya là một phần của lời tiên tri rằng một thế hệ người Maratha sau sẽ thành lập một vương quốc độc lập ở Ấn Độ, cho đến khi họ kháng chiến thất bại chống Thực dân Anh xâm lược. Tư tưởng này không thẳng tay chống lại Hồi giáo mà cũng không nhằm mục đích truyền bá Ấn Độ giáo.
Shivaji thành lập và xây dựng một chính quyền trị dân hiệu quả, với một nền quân sự có quy định và kỉ luật tốt và một bộ máy nhà nước được cấu trúc vững mạnh. Những cách đối xử phổ biến với phụ nữ như là của bị cướp trong chiến tranh, nguyên nhân các đền đài của tôn giáo bị phá, nô lệ và bắt chuyển tôn giáo đều đối lập với chính quyền ông. Bản thân Shivaji Đại đế là một tín đồ Ấn Độ giáo sùng đạo và khoan thứ, có niềm tin sâu sắc vào tôn giáo. Shivaji cũng là một nhà quân sự có đầu óc sáng tạo trong thời kì đó. Ông là người mở đầu cho chiến thuật Ganimi Kava (trong tiếng Marathi), hay "chiến thuật du kích", dựa vào những yếu tố chiến lược như nhân khẩu học, tốc độ, đánh úp và tấn công tập trung vào quân thù. So với đại đế quốc Mogul, Shivaji có một đội quân nhỏ hơn và chiến tranh du kích đã giúp quân sĩ ông khắc phục được sự thiếu cân bằng nghiêm trọng này.
Nhận thấy phần lớn vương quốc mình vùng ven bờ biển, ông thành lập một lực lượng hải quân vững mạnh, do tướng Kanhoji Angre chỉ huy. Ông đã bắt và giam giữ nhiều thuyền của hải quân ngoại quốc, chủ yếu là Anh và Bồ Đào Nha. Tầm nhận về sự sáng lập một trong những hạm đội có quy mô lớn thời đó đã khiến ông được xem là "Người cha của Hải quân Ấn Độ". Việc xây dựng và củng cố bờ biển, cũng như các vùng đất được đặt pháo đài đóng một vai trò quan trọng trong binh nghiệp của Shivaji. Sự chú ý của Shivaji đến miền ven biển và lực lượng hải quân phòng thủ đã trì hoãn ách cai trị của Anh và thương mại dọc theo bờ biển Tây Ấn.

## Tuổi trẻ của Shivaji

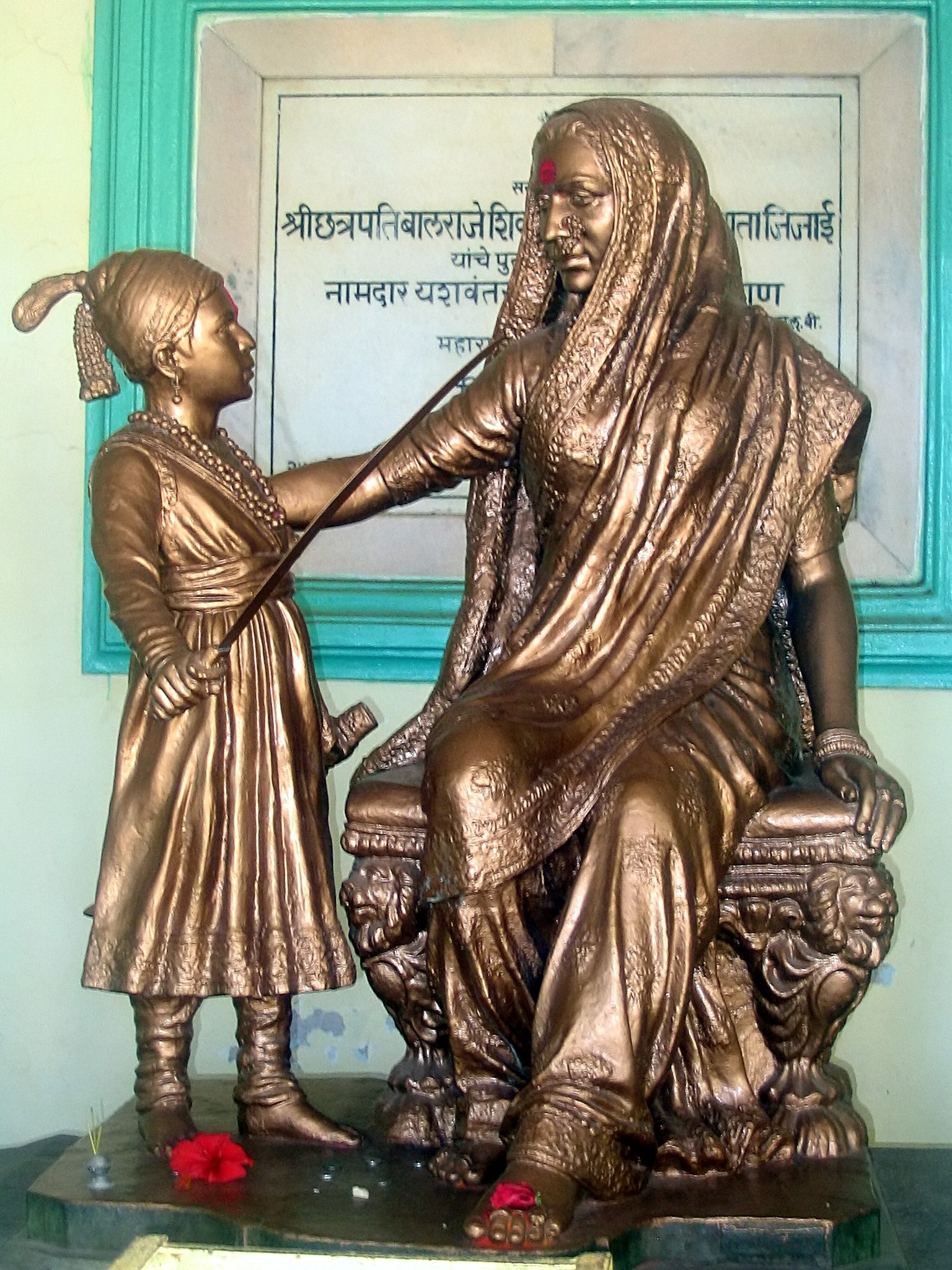
Shivaji Maharaj và Jijamata

### Sự ra đời
Shivaji Maharaj là con của Shahaji Raje Bhosle và Jijabai. Ngày sinh của ông là một vấn đề gây tranh cãi.

## Chú giải
1. ↑  [http://books.google.com/books?
id=HsBPTc3hcekC Chhaparati Shivaji]. tr. 18. ISBN 8128808625. {{Chú thích sách}}: Kiểm tra giá trị |isbn=: giá trị tổng kiểm (trợ giúp); Kiểm tra giá trị |url= (trợ giúp); Thiếu dấu sổ thẳng trong: |url= (trợ giúp); line feed character trong |url= tại ký tự số 31 (trợ giúp); Đã bỏ qua tham số không rõ |authorname= (trợ giúp)
2. ↑  Shivaji the Great. tr. 193. ISBN 8190200003. {{Chú thích sách}}: Đã bỏ qua tham số không rõ |authorname 1= (trợ giúp); Đã bỏ qua tham số không rõ |authorname 2= (trợ giúp)
3. ↑  The Presidential Armies of India. W.H. Allen. tr. 47. {{Chú thích sách}}: Đã bỏ qua tham số không rõ |authorname= (trợ giúp)
4. ↑  "Itihaas - Shivaji assumes the title of Chattrapati". Sify Corporation. Truy cập ngày 20 tháng 11 năm 2006. {{Chú thích web}}: |tên 1= thiếu |tên 1= (trợ giúp)
5. ↑  Shivaji and Indian Nationalism. Central Pub. House. tr. 130. {{Chú thích sách}}: Đã bỏ qua tham số không rõ |authorname= (trợ giúp)
6. ↑  Purandare, Babasaheb. Raja Shivachhatrapati.
7. ↑  Setumadhavarao S. Pagadi. (1993). SHIVAJI. NATIONAL BOOK TRUST. tr. 21. ISBN 8123706472. {{Chú thích sách}}: Đã bỏ qua tham số không rõ |firstname= (trợ giúp); Đã bỏ qua tham số không rõ |lastname= (trợ giúp)

## Liên kết bên ngoài
Bản mẫu:IndicText
- Chhatrapathi Shivaji Lưu trữ ngày 3 tháng 1 năm 2009 tại Wayback Machine
- Great Escape from Agra in 1666 Lưu trữ ngày 26 tháng 3 năm 2012 tại Wayback Machine
- Read detailed biography of Shivaji Maharaj Lưu trữ ngày 17 tháng 7 năm 2009 tại Wayback Machine
- view forts of Shivaji maharaj Lưu trữ ngày 17 tháng 7 năm 2009 tại Wayback Machine

Bản mẫu:Đế quốc Maratha